# Baisinger BierManufaktur
La Baisinger BierManufaktur est une brasserie à Baisingen, un quartier de Rottenburg am Neckar, dans le Land de Bade-Wurtemberg.

## Histoire
L'histoire de la Baisinger BierManufaktur remonte à 1775, lorsque le fondateur Christian Teufel commence à brasser sa propre bière dans les salles de l'auberge-brasserie actuelle "Zum Löwen", initialement pour la propre consommation de restaurant. Teufel est issu d'une famille d'agriculteurs et exerce également ce métier. De plus, il se consacre au brassage, qu'il dirige dans le restaurant de la même propriété où les bières Baisinger sont encore brassées aujourd'hui. Aujourd'hui, le restaurant-brasserie "Zum Löwen" et la nouvelle brasserie propre se trouvent désormais dans des bâtiments séparés. En 1805, le fils de Christian Teufel, Anton, reprend la brasserie jusqu'à ce qu'il en transmette la direction à son fils Fidel Teufel senior en 1842. À partir de 1868, Fidel Teufel junior, la quatrième génération, dirige la brasserie. Christian, le fils de Fidel Teufel junior, dirige à nouveau l'entreprise familiale jusqu'en 1918. Paul Teufel senior, fils de Christian Teufel, reprend ensuite la direction. Son fils Wilhelm devait lui succéder, mais il meurt pendant la Seconde Guerre mondiale en 1943, un an avant la mort de son père. Après la mort des deux, l'épouse de Paul Teufel Rosa et sa fille Gertrud reprennent la brasserie familiale et réussissent à perpétuer l'entreprise dans la période d'après-guerre.
En 1948, Gertrud Teufel épouse Edmund Teufel. Bien que les deux aient le même nom de famille avant le mariage, ils n'ont aucun lien familial avant le mariage. Les deux fils de Gertrud et Edmund Teufel senior, Paul et Edmund Teufel junior, dirigent la brasserie, ensuite avec le fils d'Edmund Teufel, Paul, la neuvième génération. La brasserie "Zum Löwen", qui appartenait à l'origine à l'entreprise familiale, n'est actuellement pas gérée par la famille.
En 2010, la Löwenbrauerei Teufel GmbH change son nom pour Baisinger BierManufaktur, Familie Teufel GmbH.
En raison de l'augmentation continue de la production, de nombreuses modernisations sont faites, notamment l'agrandissement de la cave de fermentation et de stockage et la conversion du stockage en bois en des réservoirs en aluminium en 1952. En 1974, un nouveau hall avec un système de remplissage entièrement automatique est construit. Après une rénovation et une modernisation du restaurant de la brasserie, un nouveau système de cave à fermentation basse entièrement automatique est construit en 1995, et en 1997, une cave à bière de blé séparée est ajoutée. En 2000, une nouvelle usine d'embouteillage est construite. La brasserie est  modernisée en 2003 et équipée d'un système de contrôle entièrement automatique.
En 2012, l'entreprise familiale investit dans l'acquisition d'un système de chaudière à vapeur pour un approvisionnement énergétique respectueux de l'environnement, ce qui permet une productivité énergétique plus élevée. Pour le 240e anniversaire de la brasserie, un nouveau hall logistique plus grand est inauguré en mai 2015.

## Production
Les neuf types de bière sont principalement vendus au niveau régional. Afin de donner à sa bière un goût particulièrement fruité, la brasserie peut se rabattre sur sa propre souche de levure. La Baisinger BierManufaktur est l'une des rares brasseries à utiliser le processus élaboré de fermentation en bouteille pour les bières de levure-blé de helles et dunkel.